# Ontotheologie
Der Begriff Ontotheologie (von altgriechisch ὄν on, Partizip zu εἶναι einai „sein“, und Theologie) wurde durch Immanuel Kant geprägt, welcher darunter eine Form der transzendentalen Theologie versteht, die Gott nicht auf Erfahrungen zugreifend versteht, sondern diesen mit Hilfe transzendentaler Begriffe zu denken versucht.
Martin Heidegger benutzt diesen Begriff, um die traditionelle Metaphysik hinsichtlich ihrer Frage zu bezeichnen, wie sie das höchste Seiende denkt. Der Gedanke, dass ein allgemein höheres Sein oder Wesen – sei es Gott, die Substanz bei Spinoza, das Absolute bei Hegel bzw. Schelling oder die Monade bei Leibniz – als Garant für die Ordnung der Welt notwendig sei, wird als ontotheologische Form der Metaphysik bezeichnet.